# Oratorio de la Santa Cueva (Cádiz)
Oratorio de la Santa Cueva, fundado como oratorio para ejercitantes, este oratorio de Cádiz del siglo XVIII consta de dos estancias, una superior o capilla alta, de extraordinaria riqueza y luminosidad, y otra subterránea o capilla baja de mayor austeridad y recogimiento, con un calvario de madera policromada obra de Vaccaro y Gandulfo. El programa iconográfico del oratorio se basa en los ejercicios espirituales escritos por la religiosa clarisa Sor María de la Antigua.
En la capilla alta se pueden contemplar, entre otras obras destacadas, tres lienzos de Goya: La Santa Cena, La multiplicación de los panes y los peces y La parábola de la boda del hijo del rey, sometidos a restauración en el Museo del Prado durante el año 2000.
El oratorio fue consagrado al culto por el obispo Antonio Martínez de la Plaza en 1796, es uno de los máximos exponentes de arquitectura neoclásica religiosa en Andalucía. Es obra de los arquitectos Torcuato Cayón y Torcuato Benjumeda.
El promotor del oratorio, el sacerdote José Saénz de Santamaría, marqués de Valde-Iñigo, enriqueció el templo con una pieza musical que acompañaba en la mañana del Viernes Santo, la predicación de las siete últimas palabras de Cristo. Encargó dicha pieza a Joseph Haydn, que la tituló Las Siete Últimas Palabras de Nuestro Salvador en la Cruz.
El Ministerio de Cultura lo declaró Monumento Histórico-Artístico de carácter Nacional en 1981.